# 100027 Hannaharendt
100027 Hannaharendt este un asteroid din centura principală de asteroizi.

## Descriere
100027 Hannaharendt este un asteroid din centura principală de asteroizi. A fost descoperit pe 12 octombrie 1990 la Tautenburg de Freimut Börngen și Lutz Dieter Schmadel. Asteroidul prezintă o orbită caracterizată de o semiaxă mare de 2,41 ua, o excentricitate de 0,23 și o înclinație de 1,5° în raport cu ecliptica.